# Renville
Renville és una població dels Estats Units a l'estat de Minnesota. Segons el cens del 2000 tenia 1.323 habitants.

## Demografia
Segons el cens del 2000, Renville tenia 1.323 habitants, 508 habitatges, i 329 famílies. La densitat de població era de 367,5 habitants per km².
Dels 508 habitatges en un 33,1% hi vivien nens de menys de 18 anys, en un 55,7% hi vivien parelles casades, en un 5,9% dones solteres, i en un 35,2% no eren unitats familiars. En el 32,7% dels habitatges hi vivien persones soles el 19,5% de les quals corresponia a persones de 65 anys o més que vivien soles. El nombre mitjà de persones vivint en cada habitatge era de 2,44 i el nombre mitjà de persones que vivien en cada família era de 3,11.
Per edats la població es repartia de la següent manera: un 26,2% tenia menys de 18 anys, un 8,1% entre 18 i 24, un 21,3% entre 25 i 44, un 19% de 45 a 60 i un 25,4% 65 anys o més.
L'edat mediana era de 40 anys. Per cada 100 dones de 18 o més anys hi havia 83,1 homes.
La renda mediana per habitatge era de 37.206 $ i la renda mediana per família de 47.315 $. Els homes tenien una renda mediana de 35.337 $ mentre que les dones 21.576 $. La renda per capita de la població era de 16.139 $. Entorn del 7,5% de les famílies i el 10% de la població estaven per davall del llindar de pobresa.

## Poblacions més properes
El següent diagrama mostra les poblacions més properes.